# Britische Klasse 185
Die Fahrzeuge der britischen Klasse 185 (Class 185) sind  dreiteilige dieselhydraulische Triebzüge (DMU – Diesel Multiple Unit) für den Fernverkehr aus dem von Siemens Transportation Systems entwickelten Fahrzeugkonzept Desiro. Betreiber ist das Konsortium FirstGroup plc / Keolis.

## Hersteller
Den Auftrag über 51 dreiteilige Zugverbände im Wert von rund 312 Millionen Euro erhielt die Firma Siemens Transportation Systems im September 2003. Die Produktion fand im Siemenswerk in Krefeld-Uerdingen statt. Die Inbetriebsetzung erfolgte im Prüfcenter in Wegberg-Wildenrath. Erste Übergabe an den Kunden First Group war am 31. Dezember 2005.

## Strecken
Die Class 185 wird im Intercity-Verkehr im TransPennine-Netz in Nordengland betrieben. Damit werden die Städte Liverpool, Manchester, Leeds, York, Hull, Sheffield und Newcastle miteinander verbunden. Mit den drei Dieselaggregaten können die Steigungen der nordenglischen Pennine-Hügelkette gut bewältigt werden. Die Verbrennungstriebwagen der Class 185 ersetzten die alternde Class 175 auf der oben genannten Strecke, die wochentags im Stundentakt betrieben wird.
Gewartet werden die Züge in Depots in Manchester, York und Cleethorpes.

## Trivia
Bei der Preisverleihung des Railway Forum Innovation Awards 2008 in London wurden Hersteller und Betreiber der Klasse 185 für ihre Umweltfreundlichkeit ausgezeichnet. Denn dank einer speziellen Technik, die bei Langsamfahrten eine Abschaltung einzelner Dieselmotoren zulässt, können pro Zug und Kilometer bis zu sieben Prozent Kraftstoff eingespart werden. Hochgerechnet auf die gesamte Flotte können damit über zehn Tonnen Kohlendioxid pro Tag vermieden werden.

## Bilder

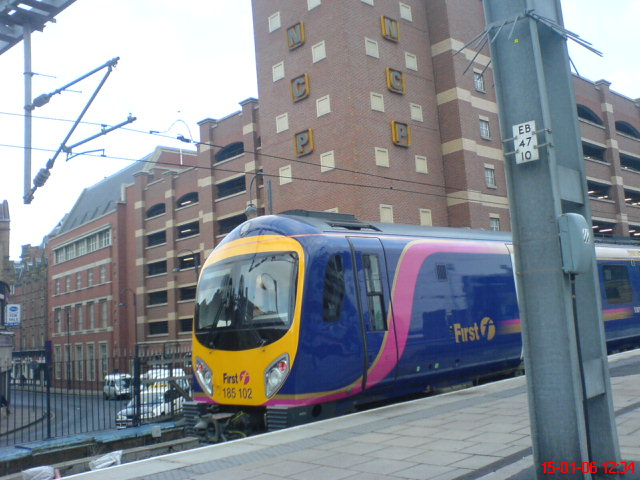
Testfahrt in Leeds im Januar 2006
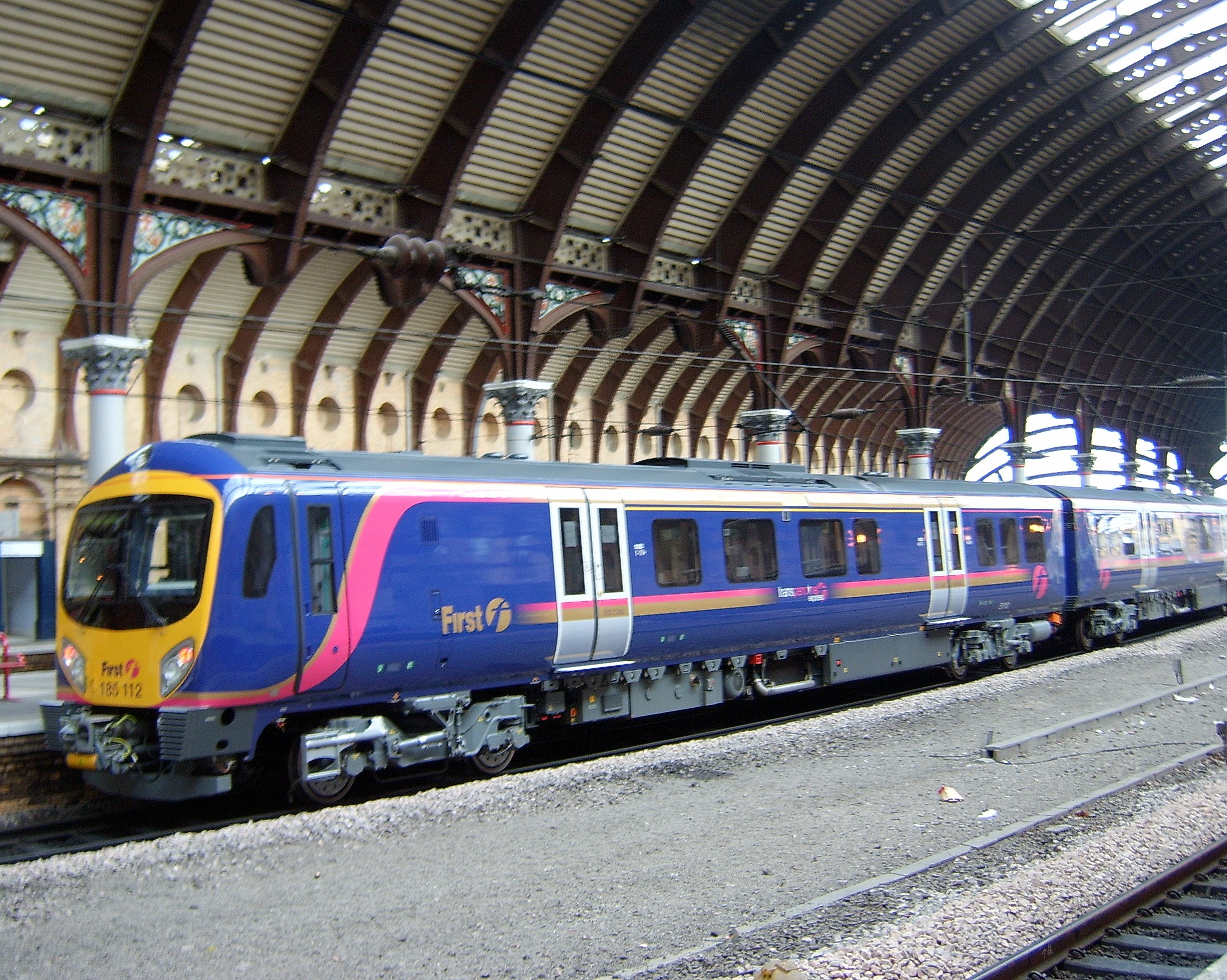
Fahrzeug im Bahnhof von York
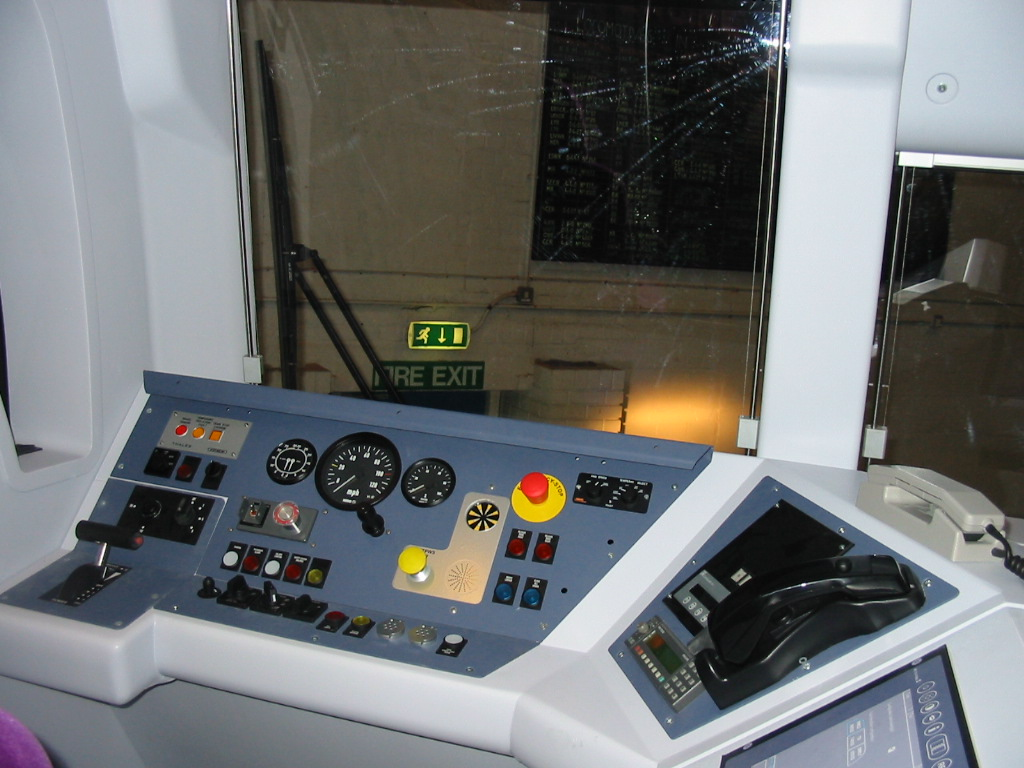
Führerstand
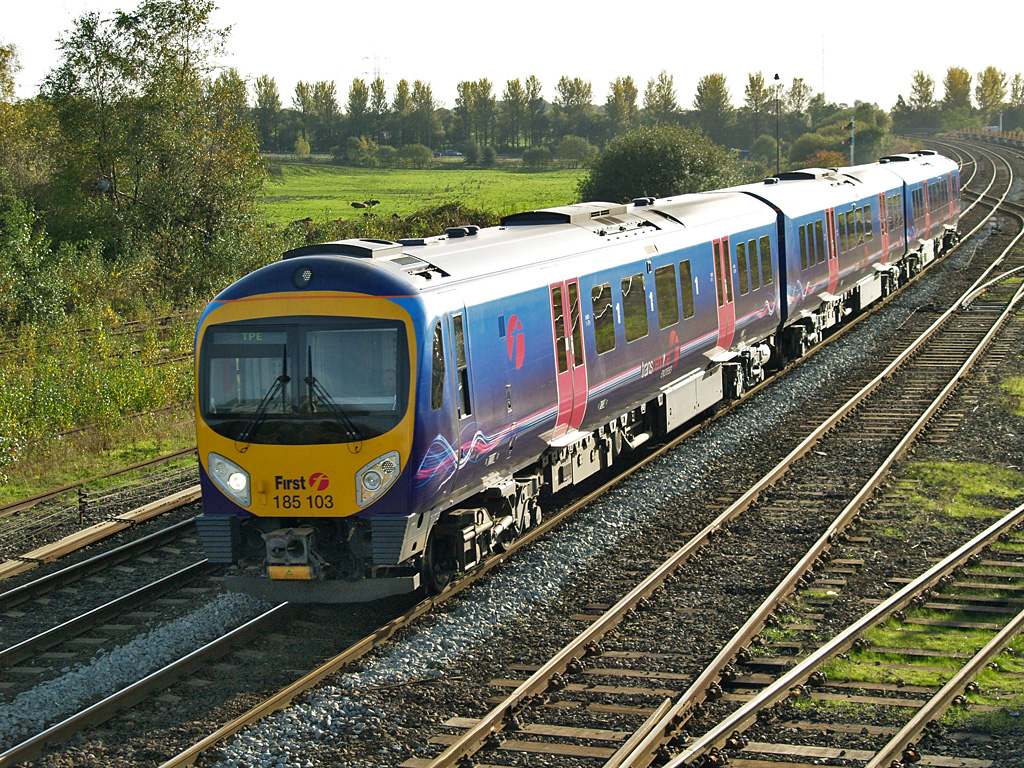
Zug 185 103